# Fascismo y grandes negocios
Fascismo y grandes negocios (traducido también como Fascismo y gran capital) es un libro escrito en 1936 por el historiador y anarquista francés Daniel Guérin sobre el complejo industrial-militar en el fascismo. El libro, que fue escrito antes de dar inicio la Segunda Guerra Mundial, examina el desarrollo del fascismo en Alemania e Italia y sus relaciones con las familias y círculos capitalistas de esos países. 
Su tesis central es que los Estados fascistas favorecieron directamente al sector de la industria pesada (representada por Krupp, Emil Kirdorf, etc.), en gran parte dedicada a la construcción de infraestructura y armamento, que requiere mayores niveles de inversión, en detrimento del sector de la industria ligera dedicada a la producción de bienes de consumo. Señala los males del "corporativismo", que en efecto significó el desmantelamiento de los sindicatos y la imposibilidad de los trabajadores de escoger a sus propios representantes, que en cambio eran nominados por los Estados fascistas. 